# Aixecament del dos de maig
L'Aixecament del dos de maig de 1808 és el nom amb què es coneix l'aixecament popular de Madrid (Espanya), acabat en derrota a favor dels francesos, sorgit per la protesta davant de la situació d'incertesa política generada després del Motí d'Aranjuez. La protesta fou reprimida per les forces napoleòniques regidores de la ciutat.
Arran d'aquesta derrota s'estengueren proclames d'indignació i crides públiques a la insurrecció armada.

## Història

### Antecedents
Després de la Signatura del tractat de Fontainebleau el 27 d'octubre de 1807 i l'entrada a Espanya de les tropes franceses de camí cap a Portugal, i els fets del Motí d'Aranjuez del 17 de març de 1808, Madrid fou ocupada per les tropes del general Murat el 23 de març. L'endemà, entra a la ciutat Ferran VII i el seu pare, Carles IV, que acabava de ser forçat a abdicar a favor del primer. Els dos monarques són obligats a acudir, per a reunir-se amb Napoleó, a Baiona, on es produiran les Abdicacions de Baiona, que deixen la corona d'Espanya en mans del germà de l'emperador, Josep Bonaparte.
Mentre succeïen aquests fets, a Madrid es constituí una Junta de Govern en representació del rei Ferran VII. Malgrat tot, el poder efectiu quedà en mans de Murat, qui va reduir la Junta a un simple espectador. El 27 d'abril Murat sol·licità, en nom de Carles IV, l'autorització per a traslladar a Baiona dels dos fills de Carles IV que quedaven a la ciutat, María Luisa de Borbón, reina d'Etrúria i l'infant Francisco de Paula de Borbón. La Junta s'hi negà en un principi, després d'una reunió la nit de l'1 al 2 de maig, i seguint instruccions de Ferran VII, arribades des de Baiona, finalment, la junta cedí.

### «¡Que nos lo llevan!»
El 2 de maig de 1808, a primera hora del matí, la multitud començà a concentrar-se davant del Palau Reial de Madrid. El poble observà com soldats francesos treien de palau a l'infant Francisco de Paula. Al crit de «¡Que nos lo llevan!», intentaren assaltar el palau. L'infant sortí a un balcó provocant que augmentés el bullici a la plaça. Aquest fet fou aprofitat per Murat, que envià ràpidament a uns Guàrdies Imperials al palau, junt amb artilleria, que disparà contra de la multitud. Al desig del poble d'impedir la sortida de l'infant, s'hi uní el de venjar als morts i el de desfer-se dels francesos. La lluita arribà ràpidament a tots els barris de Madrid.

### La lluita al carrer
Els madrilenys iniciaren així un aixecament popular espontani. Es varen formar grups de lluita de barri comandats per cabdills espontanis; es buscaren armes de foc, ja que, en un principi, només es disposaren de navalles i altres armes blanques; es va comprendre la necessitat d'impedir l'entrada de noves tropes franceses...
Murat posà en pràctica una tàctica tan senzilla com eficaç. Quan els madrilenys volgueren prendre les portes de la ciutat per a impedir l'arribada dels reforços francesos, el gruix de les tropes de Murat (uns 30.000 homes) ja havien penetrat a la ciutat, en un moviment concèntric. Tanmateix, la gent seguí lluitant durant tot el dia, amb el qual tenien a mà. Així, les ganivetades, degollaments i detencions se succeïren en una jornada sanguinolenta. Mamelucs i llancers napoleònics extremaren la seva crueltat amb la població i centenars de madrilenys, homes i dones, així com soldats francesos, moriren en els enfrontaments. Goya mostraria anys després, en el quadre La Carga de los Mamelucos aquestes lluites desiguals.
Si bé la resistència a l'avanç francès fou més eficaç del que Murat havia previst, especialment a la Puerta de Toledo, la Puerta del Sol i al Parque de Artillería de Monteleón, va sotmetre a Madrid sota la jurisdicció militar i el posà sota les seves ordres a la Junta de Govern.

### Daoíz i Velarde
Mentre es va desenvolupar la lluita, els militars espanyols restaren, seguint ordres del capità general Francisco Javier Negrete, quarterats i passius. Tan sols els artillers del parc d'Artilleria situats en el Palacio de Monteleón no varen respectar les ordres i s'uniren a la insurrecció. Els caps de major graduació foren els capitans Luis Daoíz i Torres, que assumí el comandament dels insurrectes per ser el més veterà, i Pedro Velarde Santillán. Amb els seus homes es tancaren en el Parc d'Artillería de Monteleón i, després de repel·lir una primera ofensiva francesa al comandament del general Lefranc, moriren lluitant contra els reforços enviats per Murat.

### La repressió

Afusellaments del tres de maig a la muntanya del Príncipe Pío, de Goya. Museu del Prado

38 francesos van morir i 159 foren ferits en aquella jornada. La repressió fou cruel. Murat, no conforme amb haver aturat l'Aixecament, es plantejà tres objectius: controlar l'administració i l'exèrcit espanyol; aplicar un sever càstig als rebels per a mirar d'evitar altres Aixecaments; i afirmar que era ell qui governava Espanya. La tarda del 2 de maig signà un decret creant una comissió militar, presidida pel general Emmanuel de Grouchy, per a sentenciar a mort a tots els apressats amb les armes a la mà.
El Consell de Castella publicà una proclama en la qual es declarà il·lícita qualsevol reunió en llocs públics i s'ordenà l'entrega de totes les armes, blanques o de foc. Militars espanyols col·laboraren amb Grouchy en la comissió militar. Inicialment les classes adinerades preferiren el triomf de les armes de Murat. En el Salón del Prado i la muntanya del Príncipe Pio s'afusellaren nombroses persones, donant un resultat de 409 víctimes mortals de la repressió.

### Conseqüències
L'Aixecament i la posterior repressió duta a terme per les tropes de Murat, lluny d'apaivagar els ànims revolucionaris, feren esclatar altres insurreccions arreu. El mateix 2 de maig a Móstoles, en conèixer les notícies portades pels fugitius de la repressió, Juan Pérez Villamil, Secretari de L'Almirallat i Fiscal del Suprem Consell de Guerra, feu signar als alcaldes del poble (Andrés Torrejón i Simón Hernández) un Ban en el qual es cridava a alçar-se en armes contra l'invasor, començant per anar en ajut de la capital. Aquest ban faria començar un aixecament general, que acabaria desembocant en l'anomenada Guerra del Francès.